# Das Märchen vom Orco
Das Märchen vom Orco (neapolitanisches Original: Lo cunto de l'uerco) ist ein Märchen (AaTh 563). Es steht in Giambattista Basiles Sammlung Pentameron als erste Erzählung des ersten Tages (I,1). Felix Liebrecht übersetzte es als Der wilde Mann, Adolf Potthoff als Der Zauberer.

## Handlung
Der dumme Antuono dient jahrelang einem hässlichen Orco. Als er Heimweh hat, erhält er einen Goldesel, den er gleich ausprobiert und damit bei einem Wirt übernachtet, der ihn ihm vertauscht. Mama schimpft, als der Esel nur alles verdreckt, und jagt Antuono fort. Ebenso geht es das zweite Mal mit einem Tuch, das Schätze macht. Schließlich gibt der Orco ihm einen Knüppel, der verhaut den Wirt, bis er alles herausgibt.

## Bemerkungen
Antuono ist der Name eines Blödmanns, vgl. I,3 Peruonto, III,5 Der Mistkäfer, die Maus und die Grille, zum scheißenden Esel V,1 Die Gans. Orco ist ein hässliches Zauberwesen, hier aber gutherzig wie Antuono, den er „Kürbisschädel, Mammi-Mammi-fütter-mich, grusiger Uhu“ und vieles mehr schimpft. Die Mutter schreit, ja keiner solle sagen, sie habe ihn „ausgekackt“, die Schläge sind „Kontrapunkte“ – häufige Ausdrücke Basiles, siehe auch IV,7 Die beiden kleinen Kuchen.
Das Märchen erschien in Hermann Kletkes Märchensaal von 1845 als Nr. 2, Der wilde Mann. Clemens Brentano bearbeitete es als Das Märchen von dem Dilldapp in Italienische Märchen. Ähnlich ist Grimms Tischlein deck dich.